# روكيوستيرون
روكيستيرون (بالفرنسية: Roquesteron)‏ هي بلدية فرنسية تقع في إقليم الألب البحرية من منطقة بروفنس ألب كوت دازور في جنوب شرق فرنسا. تبلغ مساحة هذه المدينة 6.47 (كم²)، وترتفع عن سطح البحر 340 م، يبلغ عدد سكانها 539 نسمة حسب إحصاء المعهد الوطني للإحصاء والدراسات الاقتصادية سنة 2009 م. وترأس André Roumagnac البلدية خلال فترة (2008-2014).

## المناخ
يظهر الجدول التالي التغييرات المناخية على مدار السنة لروكيوستيرون:
| البيانات المناخية لـروكيوستيرون   | البيانات المناخية لـروكيوستيرون | البيانات المناخية لـروكيوستيرون | البيانات المناخية لـروكيوستيرون | البيانات المناخية لـروكيوستيرون | البيانات المناخية لـروكيوستيرون | البيانات المناخية لـروكيوستيرون | البيانات المناخية لـروكيوستيرون | البيانات المناخية لـروكيوستيرون | البيانات المناخية لـروكيوستيرون | البيانات المناخية لـروكيوستيرون | البيانات المناخية لـروكيوستيرون | البيانات المناخية لـروكيوستيرون | البيانات المناخية لـروكيوستيرون |
| الشهر                             | يناير                           | فبراير                          | مارس                            | أبريل                           | مايو                            | يونيو                           | يوليو                           | أغسطس                           | سبتمبر                          | أكتوبر                          | نوفمبر                          | ديسمبر                          | المعدل السنوي                   |
| --------------------------------- | ------------------------------- | ------------------------------- | ------------------------------- | ------------------------------- | ------------------------------- | ------------------------------- | ------------------------------- | ------------------------------- | ------------------------------- | ------------------------------- | ------------------------------- | ------------------------------- | ------------------------------- |
| الدرجة القصوى °م (°ف)             | 27.1 (80.8)                     | 25.6 (78.1)                     | 26.8 (80.2)                     | 28.1 (82.6)                     | 32.6 (90.7)                     | 35.8 (96.4)                     | 36.7 (98.1)                     | 40.1 (104.2)                    | 34.7 (94.5)                     | 30.4 (86.7)                     | 24.6 (76.3)                     | 22.2 (72.0)                     | 40.1 (104.2)                    |
| متوسط درجة الحرارة الكبرى °م (°ف) | 11.6 (52.9)                     | 13.8 (56.8)                     | 17.0 (62.6)                     | 18.6 (65.5)                     | 23.4 (74.1)                     | 27.3 (81.1)                     | 30.7 (87.3)                     | 31.1 (88.0)                     | 26.2 (79.2)                     | 21.0 (69.8)                     | 15.0 (59.0)                     | 11.2 (52.2)                     | 20.6 (69.1)                     |
| المتوسط اليومي °م (°ف)            | 5.6 (42.1)                      | 6.9 (44.4)                      | 9.9 (49.8)                      | 11.7 (53.1)                     | 16.3 (61.3)                     | 19.9 (67.8)                     | 22.7 (72.9)                     | 23.0 (73.4)                     | 18.8 (65.8)                     | 14.8 (58.6)                     | 9.1 (48.4)                      | 5.7 (42.3)                      | 13.8 (56.8)                     |
| متوسط درجة الحرارة الصغرى °م (°ف) | −0.5 (31.1)                     | -0.0 (32.0)                     | 2.7 (36.9)                      | 4.9 (40.8)                      | 9.2 (48.6)                      | 12.4 (54.3)                     | 14.6 (58.3)                     | 14.8 (58.6)                     | 11.3 (52.3)                     | 8.4 (47.1)                      | 3.3 (37.9)                      | 0.1 (32.2)                      | 6.8 (44.2)                      |
| أدنى درجة حرارة °م (°ف)           | −8.5 (16.7)                     | −8.0 (17.6)                     | −9.3 (15.3)                     | −2.0 (28.4)                     | −0.6 (30.9)                     | 4.7 (40.5)                      | 8.0 (46.4)                      | 8.0 (46.4)                      | 3.0 (37.4)                      | −1.4 (29.5)                     | −7.1 (19.2)                     | −9.4 (15.1)                     | −9.4 (15.1)                     |
| الهطول مم (إنش)                   | 87.9 (3.46)                     | 48.8 (1.92)                     | 45.4 (1.79)                     | 90.0 (3.54)                     | 78.1 (3.07)                     | 52.0 (2.05)                     | 35.1 (1.38)                     | 46.5 (1.83)                     | 100.1 (3.94)                    | 148.0 (5.83)                    | 135.2 (5.32)                    | 91.2 (3.59)                     | 964.5 (37.97)                   |
| متوسط أيام هطول الأمطار           | 5.9                             | 3.9                             | 4.7                             | 9.0                             | 8.0                             | 6.0                             | 4.4                             | 4.7                             | 6.2                             | 7.9                             | 7.4                             | 5.3                             | 73.3                            |
| المصدر #1: Météo Climat           |                                 |                                 |                                 |                                 |                                 |                                 |                                 |                                 |                                 |                                 |                                 |                                 |                                 |
| المصدر #2: Météo Climat           |                                 |                                 |                                 |                                 |                                 |                                 |                                 |                                 |                                 |                                 |                                 |                                 |                                 |

## وصلات خارجية
- صفحة البلدية على موقع المعهد الوطني للإحصاء والدراسات الاقتصادية